# Casa de Investiduras
La Casa de Investiduras fue un edificio religioso, uno de los primeros construidos por la Iglesia de Jesucristo de los Santos de los Últimos Días (Iglesia SUD) para administrar las ordenanzas del templo en Salt Lake City, Territorio de Utah. Desde el éxodo de Nauvoo a Salt Lake City, los pioneros mormones utilizaron el piso superior de la Casa del Consejo para administrar sus ceremonias eclesiásticas. Este arreglo resultó poco práctico por falta de espacio, por lo que Brigham Young ordenó a Truman O. Angell, el arquitecto del Templo de Salt Lake City, que diseñara un templo temporal. Completado en 1855, el edificio fue dedicado por Heber C. Kimball y pasó a llamarse Casa de Investiduras, nombre que recibió por las ceremonias de investidura que se llevaron a cabo en su interior.

## Historia

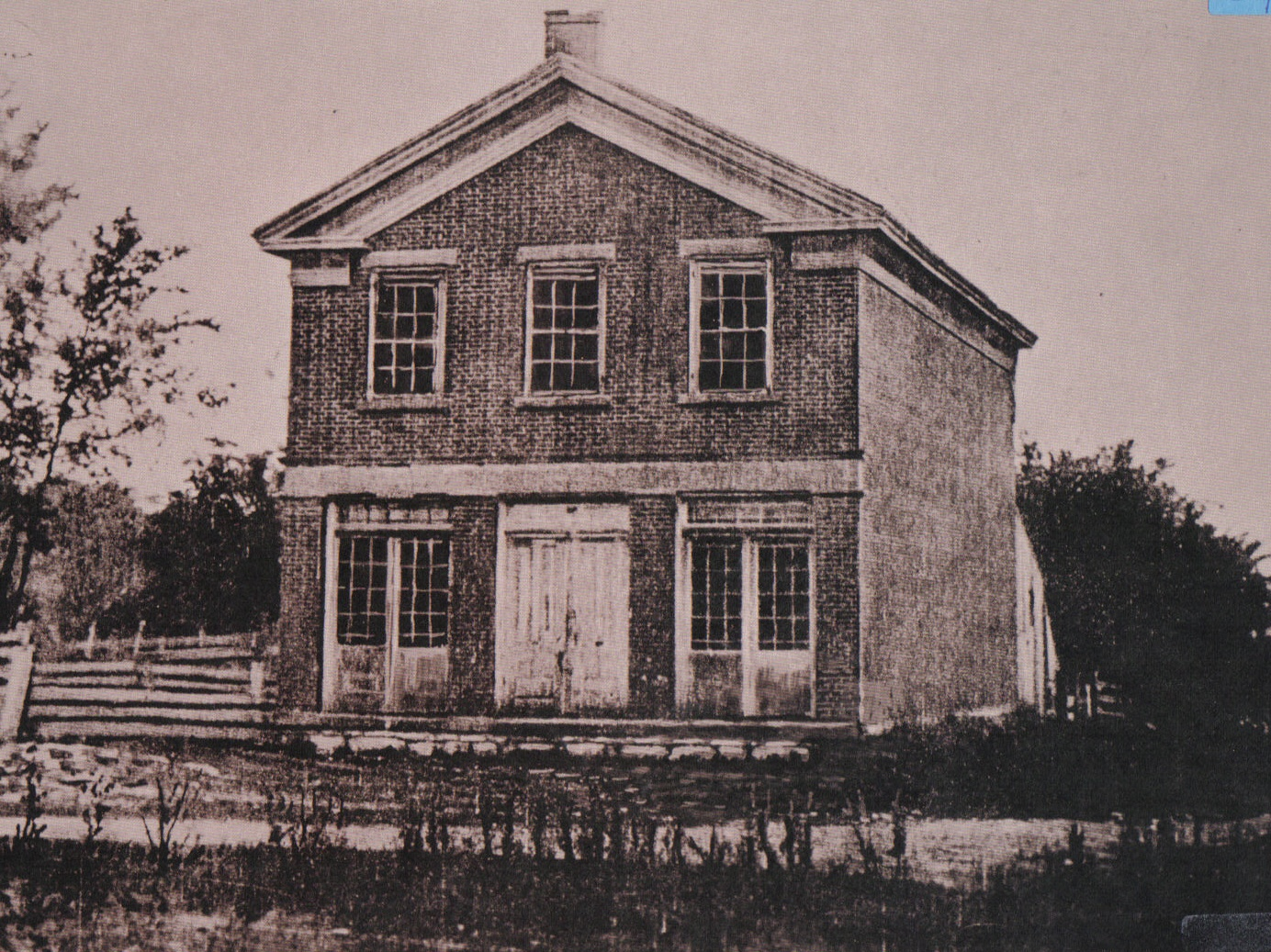
La tienda de ladrillos rojos de Joseph Smith, aproximadamente 1842 en Nauvoo. Fue aquí donde se efectuaron las primeras investiduras SUD.

El concepto de una Casa de Investiduras está íntimamente ligado con el período inicial de la historia del Movimiento de los Santos de los Últimos Días, incluidos los inicios y el desarrollo de la adoración en el templo SUD propiamente dicho. El primero fue un salón ubicado en el piso superior del templo de Kirtland, el primer templo construido por los Santos de los Últimos Días, construido en Kirtland (Ohio). El salón se usó para la celebración de las primeras formas de los ritos del templo y también servían como lugares de reunión para varios consejos y cuórumes sacerdotales.
Las casas de investidura posteriores, con una función más elaborada, fueron ancladas teológicamente en epifanías de 1841 que constituyen la sección 124 de Doctrina y Convenios. El primer lugar al que se le puede llamar edificio donde se realizaron las investiduras fue un espacio amplio en el piso superior de la tienda de ladrillos que pertenecía a Joseph Smith, en Nauvoo, Illinois. Las primeras investiduras ocurrieron el 4 de mayo de 1842, principalmente para el grupo cercano de los asociados más cercanos a Smith y sus esposas. El rito aún en su fase inicial de su desarrollo, incluyó una serie de enseñanzas con rituales que incluían lavados de oración, unción y adhesión a las alianzas de Cristo. Otro rito, a saber, el bautismo por los muertos, también se realizó brevemente en los ríos cercanos a Nauvoo. Smith mencionó al mismo tiempo que los creyentes más pobres podían recibir sus ritos en los picos de las montañas.
Al llegar al Valle del Lago Salado, los fieles restauracionistas carecían de un edificio al estilo de las requeridas por las secciones de Doctrina y Convenios para realizar los ritos de la investidura. La construcción del templo de Salt Lake City se dilató tanto que Brigham Young y sus autoridades eclesiásticas consideraron necesario construir un edificio para tal propósito mientras se esperaba la dedicación del templo. En abril de 1854 se dedicó un lote en el extremo noroeste de la Manzana del Templo para tal objetivo.

## Diseño
La Casa de Investiduras se encontraba en la esquina noroeste de la Manzana del Templo. Inicialmente, era un edificio de adobe de 44 por 34 pies (13,4 por 10,4 m), con un piso de 20 pie (6,1 m) extensión en su extremo norte. En 1856, se añadió otra extensión en su lado sur y un baptisterio en su lado oeste.
En el interior, la Casa de investiduras fue el primer edificio diseñado específicamente para administrar las ceremonias del templo. Los edificios anteriores utilizados para tales fines, como la Tienda de ladrillos rojos de José Smith en Nauvoo; el Templo de Nauvoo; y la Casa del Consejo, sólo tenía tabiques de lona temporales. La Casa de Investiduras tenía las típicas salas de ordenanzas que se encuentran en algunos templos posteriores: una sala de creación; una sala de jardín; una sala del mundo; una habitación celestial; y salas de sellado. En 1856, William Ward pintó las paredes de la sala de la creación para representar el Jardín del Edén , el primer mural de este tipo en un templo. Fue uno de los primeros edificios en Utah en tener baños interiores.

## Propósitos
La Casa de Investiduras se utilizó principalmente para realizar las ordenanzas que hoy se efectúan en un templo de la iglesia y que difiere de las actividades dominicales. De 1857 a 1876 se utilizó la pila bautismal para realizar 134.053 bautismos por los muertos. El día de su apertura, la casa de investiduras realizó la investidura para ocho individuos y continuó realizando un máximo de 60 diarios. Entre 1855 y 1884 54.170 personas recibieron sus lavamientos, unciones e investiduras . Entre 1855 y 1889, 68.767 parejas se sellaron en matrimonio que es considerado sempiterno entre los fieles. Un total de 31.052 sellamientos matrimoniales fueron realizados por en vida y 37.715 para parejas ya fallecidas.
Otros ritos que hoy se efectúan en el templo SUD comenzaron en la casa de investiduras, incluyendo el círculo de la oración. El edificio se adecuó igualmente para la ordenación de misioneros recién llamados y inicial, así como para las reuniones de los diversos líderes de la iglesia, como la Primera Presidencia y el Cuórum de los Doce Apóstoles. Los fieles un Utah no consideraban la casa de investidura como un templo, por lo que no realizaron todas las ordenanzas del templo en ella. Brigham Young explicó que en la teología restauracionista de las ordenanzas pertenecientes al santo sacerdocio, de conectar la cadena del sacerdocio desde el padre Adán hasta el presente, sellando en unión los hijos a sus padres y respectivamente a sus antepasados, no procedían sin la construcción de un templo. Por lo tanto, no se realizaron sellamiento de niños en el edificio, ni investiduras vicarias a favor de los muertos realizadas. Estas ordenanzas se administraron por primera vez en 1877 en el primer templo de Utah, construido en St. George.

## Demolición
La Casa de Investiduras se convirtió en epicentro de la campaña contra la poligamia del gobierno federal de los EE. UU., Especialmente la Ley Edmunds-Tucker de 1887, que desincorporó la Iglesia SUD y permitió que el gobierno federal se apoderara de todos sus activos. En respuesta, los líderes de la iglesia dejaron de realizar nuevos matrimonios plurales. En octubre de 1889, Wilford Woodruff, Presidente de la Iglesia, se enteró de que se había producido un sellamiento no autorizado en la Casa de Investiduras. Woodruff ordenó la demolición del edificio luego de 34 años de servicio. El <i id="mwSQ">Salt Lake Tribune</i>, en su número del 17 de noviembre de 1889, informó que el edificio estaba "siendo demolido". A finales de mes, todo rastro de la Casa de Investiduras había desaparecido. Unos dos años más tarde, Woodruff emitió el Manifiesto de 1890, poniendo fin oficialmente a la práctica mormona de la poligamia, que había estado tan firmemente asociada en la mente del público con la Casa de Investiduras.[cita requerida]

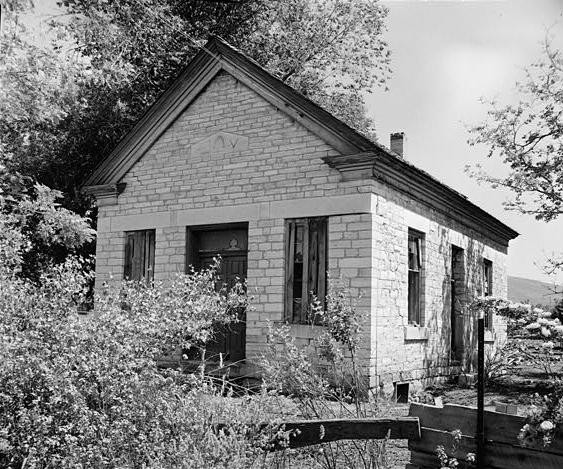
Edificio conocido actualmente como "Endowment House", ubicado en Spring City, Utah.

Es posible que la Casa de Investiduras en Salt Lake City no haya sido la única estructura que no era un templo que se usó para administrar las ordenanzas del templo en Utah. Uno de ellos es un edificio conocido como "Endowment House" en Spring City, Utah, construido por Orson Hyde . El edificio aún se encuentra en 85 West 300 South. Los registros locales indican que este edificio era un salón de la Sociedad de Socorro. No está claro si alguna vez se utilizó para administrar las ordenanzas del templo.